# Frédéric Dubois d'Amiens
Pour les articles homonymes, voir Dubois.
Frédéric Elionor Dubois, dit Frédéric Dubois d'Amiens, est né à Amiens le 30 décembre 1797,, où il est mort le 10 janvier 1873. Médecin et historien, il fut élu membre de l'Académie de médecine en 1836 puis son secrétaire perpétuel entre 1847 et 1873.

## Œuvres et publications
Il est notamment l'auteur d'un livre publié 1833 très remarqué: Histoire philosophique de l’hypocondrie et de l’hystérie, ouvrage couronné par la Société Royale de Médecine de Bordeaux, distinguant les deux pathologies. Il s'est opposé à la notion de magnétisme animal.
- Essai sur la topographie médicale de Saint-Pétersbourg. [Thèse de médecine] Paris, 1828; in-4°, 32 pages.
- Choléra morbus. Examen des conclusions du rapport de M. Double sur le choléra morbus (adoptées par l'Académie royale de médecine dans sa séance du 6 août 1831), Baillière (Paris), 1831, in-8°, 40 p.lire en ligne sur Gallica.
- Du vomissement sous le rapport séméiologique dans les diverses maladies, [Thèse d’agrégation], Paris, 1832; in-8°, 30 p.
- Histoire philosophique de l'hypocondrie et de l'hystérie, Deville Cavellin (Paris), 1833, in-8°, lire en ligne sur Gallica et édition de 1837, Baillière (Paris), Texte intégral en ligne.
- Examen historique et raisonné des expériences prétendues magnétiques faites par la commission de l'Académie royale de médecine : pour servir à l'histoire de la philosophie médicale au XIXe siècle Deville-Cavellin (Paris), 1833, 119 p., in-8, lire en ligne sur Gallica.
- « Traité de pathologie générale ; », Europeana (consulté le 9 février 2014).
- Traité des études médicales et de la manière d'étudier et d'enseigner la médecine. 1 vol. in-8, Paris, 1838.
- Leçons de pathologie générale, [professées à l'École auxiliaire et progressive de médecine], Année scolaire 1838-1839. [Livraisons 1-2.] "Dictionnaire des études médicales pratiques" (Paris), 1839, Contributeur : Belin, Auguste. Éditeur scientifique, in-8°, 64 p., lire en ligne sur Gallica.
- Préleçons de pathologie expérimentale, 1 vol. in-8°, Paris 1841.
- Fragments de philosophie médicale. Examen des doctrines de Cabanis, Gall et Broussais, H. Cousin (Paris), 1842, lire en ligne sur Gallica.
- Philosophie médicale. Examen des doctrines de Cabanis et de Gall, G. Baillière (Paris), 1845, In-8° , 366 p., lire en ligne sur Gallica.
- Examen des doctrines de Cabanis, Gall et Broussais. 1 vol. in-8°, Paris, 1846.
- « Discours sur Orfila », in: Bulletin de l'Académie nationale de médecine, Académie nationale de médecine (France), J.-B. Baillière (Paris), 1852, t.18, p. 509-512, lire en ligne sur Gallica.
- Éloge de M. Magendie, Paris, impr. L. Martinet, 1855 (circa), Texte intégral.
- Richerand, [Éloges lus à l'Académie de Médecine], Didier (Paris), 1864, Texte intégral en ligne.
- « Eloges lus dans les séances publiques de l'Académie de médecine, 1845-1863 : ; tableau du mouvement de la science et des progrès de l'art, examen et appréciation des doctrines, études de mœurs, portraits.; », Europeana (consulté le 9 février 2014),  Didier (Paris), 1864,Texte intégral.
- Discours prononcé sur la tombe de M. Malgaigne, in: Bulletin de l'Académie nationale de médecine, Académie nationale de médecine (France), J.-B. Baillière (Paris), 1865, t.34, p. 121-127, lire en ligne sur Gallica.
- Recherches historiques sur la vie privée de l'Empereur Auguste, sur ses maladies, ses infirmités et son genre de mort , J-B Baillière (Paris), 1869, Texte intégral en ligne.
- « Folie », in: Dictionnaire des sciences philosophiques par une société de professeurs et de savants, [sous la direction de M. Ad. Franck], deuxième édition., Librairie Hachette et Cie (Paris), 1875, 1 vol. XII, 1820 p., p. 548-552, Texte intégral.

En collaboration
- avec C Burdin Jeune: Histoire académique du magnétisme animal, accompagnée de notes et de remarques critiques, J.B. Baillière (Paris), 1841, Texte intégral en ligne.
- « Rapport de MM. Ribes, Guéneau de Mussy, et Dubois... [et al.] [concernant] le mémoire sur la rage par M. Bellenger : séance extraordinaire du 3 février 1838 / Académie royale de médecine. [précédé d'un Supplément de Béllenger et accompagné des Commentaires du même auteur] », Europeana (consulté le 9 février 2014)